# Ibacus chacei
Ibacus chacei is een tienpotigensoort uit de familie van de Scyllaridae. De wetenschappelijke naam van de soort is voor het eerst geldig gepubliceerd in 1998 door Brown & Holthuis.